# Decaydance Records
Decaydance Records är ett företag som ägs Pete Wentz (från Fall Out Boy). 

## Nuvarande band
- The Academy Is...
- The Cab
- Cobra Starship
- Doug
- Fall Out Boy
- Four Year Strong
- Gym Class Heroes
- Hey Monday
- The Hush Sound
- Lifetime
- Panic at the Disco
- Tyga